# Hôtel particulier
Et hôtel particulier (fransk udtale: [otɛl paʁtikylje] (hvor "hôtel" er gengivet fra Mellemengelsk som "inn"— som kun bruges nu i Inns of Court,— og "particulier", betyder "personlig" eller "privat") er et byhus i en storslået form, som svarer til det britiske townhouse. Hvor et almindeligt maison (hus) blev bygget som en del af en kæde eller en række, delvist delende vægge med huse på begge sider og med direkte front mod en gade, blev et hôtel particulier ofte fritstående, og i det 18 århundrede ville huset altid være placeret entre cour et jardin: mellem cour d ' honneur (en indgangsgård), og haven bagved. Der er hôtels particuliers i mange store byer som Paris, Bordeaux, Albi, Aix-en-Provence, Avignon, Caen, Lyon, Montpellier, Nancy, Rouen, Rennes, Toulouse og Troyes.

## Etymologi
Ordet hôtel kommer fra det gamle franske ord hostel, (fra Latin hospitālis "hører til gæster"). Det fremstår således, at et byhus for den franske adelsmand blev brugt af ham, ikke som et hjem, men som et privat sted for midlertidigt logi, måske med en fast stab, hvor han blev behandlet som en sporadisk eller lejlighedsvis gæst. Udtrykket var tilsvarende i middelalderens London som "Inn", hvor næsten alle store adelsmand besad en, normalt i City of London. Det engelske ord "hotel" udviklede en mere specifik betydning for servicerede værelser til leje, som ordet "inn" gjorde, når det erstattede endelsen "house", for eksempel Jarlen af Northumberlands middelalderlige townhouse ville være kendt som "Northumberland's Inn", men en senere version blevet kaldt "Northumberland House". Sprogbrugen kan være forvirrende: på moderne engelsk bruges ordet hotel til at betegne en kommerciel bygning der indlogerer rejsende; et herberg (engelsk: hostelry) er mere ambitiøst end den moderne betydning af ordet inn (eller på dansk: kro). Moderne fransk anvender også hôtel for kommerciel ikke-private hoteller: forvirrende nok er Hôtel de Crillon på Place de la Concorde bygget som en hôtel particulier og er i dag et offentligt hotel. Hôtel des Invalides bevarer sin tidlige oprindelse som et hospice for krigsveteraner.
På fransk er et hôtel de ville eller mairie et rådhus (og ikke et hotel), som Hôtel de Ville, Paris eller Hôtel de Ville de Montréal. Andre officielle organer kan give deres navn til de bygninger, som de holder et sæde i: bortset fra Paris, har flere andre franske byer et Hôtel de Cluny, som vedligeholdes af klostret Cluny. Hôtel de Sens blev bygget som ærkebiskoppen af Sens' parisiske residens.
Hôtel-Dieu ("Guds Hôtel") er det gamle navn givet til det vigtigste hospital i franske byer, såsom Hotel-Dieu de Beaune.

## Eksempler
I Aix-en-Provence:
- Hôtel d'Arbaud-Jouques
- Hôtel de Boisgelin
- Hôtel Boyer de Fonscolombe
- Hôtel de Caumont
- Hôtel de Forbin
- Hôtel de Gantès
- Hôtel de Grimaldi-Régusse
- Hôtel du Poët
- Hôtel Silvy
- Hôtel de Simiane
- Hôtel de Valbelle
- Hôtel de Villeneuve d'Ansouis

I Blois:
- Hôtel d'Alluye

I Paris:
- Hôtel de Soubise
- Hôtel Salomon de Rothschild
- Hôtel Lambert
- Hôtel Matignon
- Hôtel de Sens
- Hôtel de Rambouillet
- Hôtel Biron
- Hôtel d'Evreux
- Hôtel de Cluny
- Hôtel Carnavalet
- Hôtel de Salm
- Hôtel Grimod de La Reynière
- Hôtel Jacquemart-André
- Hôtel de Marigny
- Hôtel de Lauzun
- Hôtel de Beauvais
- Hôtel de Boisgelin

I Rennes:
- Hôtel de Blossac

I Toulouse:
- Hôtel d'Assézat
- Hôtel d'Astorg et de Saint-Germain
- Hôtel de Bagis
- Hôtel de Bernuy
- Hôtel de Boysson-Cheverry
- Hôtel de Brucelles
- Hôtel de Buet
- Hôtel Dahus
- Hôtel Dumay
- Hôtel de Felzins
- Hôtel Jean de Pins
- Hôtel de La Mamye
- Hôtel Mansencal
- Hôtel Thomas de Montval
- Hôtel d'Ulmo
- Hôtel du Vieux-Raisin

I Vesoul:
- Hôtel de Pétremand